# Калверт Вокс
Калверт Вокс (англ. Calvert Vaux; 20 грудня 1824, Лондон — 19 листопада 1895, Бруклін, Нью-Йорк) — англійський архітектор і ландшафтний дизайнер. Йому належить заслуга в розплануванні Центрального парку в Нью-Йорку (спільно з Фредеріком Лоу Олмстедом).

## Життя та творчість
Калверт Вокс народився у 1824 році в Лондоні в родині лікаря. З дев'ятирічного віку навчався у приватній школі. Потім, до 1850 року, вивчав архітектуру під керівництвом Льюїса Нокальса Коттінгема, який очолював неоготичну архітектурну школу у Великій Британії. У 1851 році Вокс виставляє в Лондоні свої акварелі, створені під час подорожі Європою. На цій виставці він знайомиться з американським ландшафтним дизайнером і письменником Ендрю Джексоном Даунінгом, який саме в той час працював над архітектурними проєктами, що мали найбільш природно вписуватися в навколишній пейзаж. За пропозицією Е. Дж. Даунінга Калверт Вокс їде до США, де їхня співпраця триває впродовж 2 років, після чого Даунінг робить Вокса своїм партнером у власній архітектурно-дизайнерській фірмі. Спільно вони розробили кілька проєктів, наприклад, з облаштування території навколо Білого дому і Смітсонівської установи у Вашингтоні. Після смерті Даунінга в 1852 році Вокс втратив надійного партнера, друга та однодумця. Пізніше, при виконанні робіт у Центральному парку Нью-Йорка, К. Вокс увічнив пам'ять про свого друга, спорудивши на його честь пам'ятник.

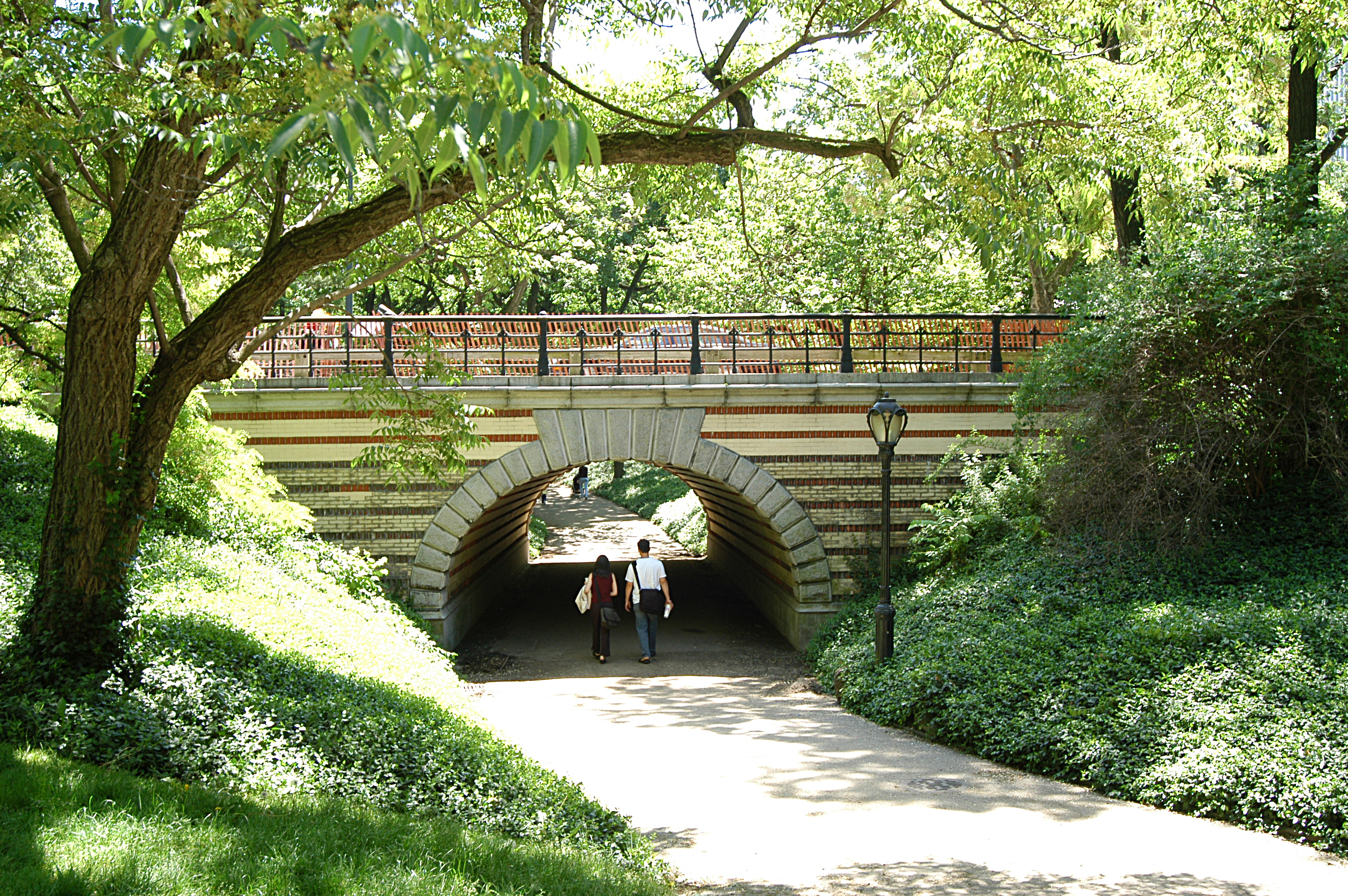
Міст у Центральному парку Нью-Йорка, спроєктований К. Воксом

У 1854 році К. Вокс одружується з Мері МакЕнті, сестрою художника Джервіса МакЕнті. У 1856 році він отримує американське громадянство, стає членом нью-йоркської Національної академії дизайну. У 1857 бере участь у створенні Американського інституту архітектури. Того ж року виходить друком його праця «Вілли і котеджі», присвячена вікторіанській готичній архітектурі.
У 1858 році Вокс починає співпрацювати разом з архітектором Фредеріком Лоу Олмстедом над проєктом Центрального парку в Нью-Йорку (план Грінсуорд). Тут чудовий талант К. Вокса з ландшафтного дизайну підтвердився повною мірою. У 1865 році Вокс і Олмстед створюють компанію Olmsted, Vaux and Company, яка за час свого існування здійснила цілу низку проєктів зі створення паркових зон у найбільших містах Америки: Проспект-парк (Бруклін), Форт-Грін-парк (Бруклін), Морнінгсайд-парк (Мангеттен), Делавер-парк. Також К. Вокс створює найбільший міський парк Канади (місто Сент-Джон, провінція Нью-Брансвік). У 1871 році партнери працюють над дизайном території в околицях Нью-Йоркського державного госпіталю в Баффало і Державного госпіталю Гудзон-Рівер в штаті Нью-Йорк.
У 1872 році Калверт Вокс розриває партнерство з Олмстед і працює далі з Джорджем Кентом Радфордом і Семюелем Парсонсом. У 1889 році Олмстед і Вокс відновлюють відносини й спільно виконують проєкт Даунінг-парку в Ньюбурзі (штат Нью-Йорк), названий так на згадку про вчителя і першого партнера Вокса. К. Вокс працював також над дизайном будівель у Нью-Йорку — бібліотеки Джефферсон-Маркет, Американського музею природознавства, музею мистецтва Метрополітен, будинку Семюеля Дж. Тілдена та ін.
У 1895 році Калверт Вокс потонув у затоці Грейвсенд-бей поблизу Бруклініа.